# カリーノ下通
カリーノ下通（カリーノしもとおり、英称：Carino Shimotori）は、熊本県熊本市中央区安政町にある、株式会社カリーノが運営する商業施設。熊本市中心部の繁華街「下通」から外れた「三年坂通り」と「駕町通り」に位置する。
この施設は、元々カリーノの前身である寿屋が運営していた『寿屋下通店』（ことぶきやしもどおりてん）→『with下通寿屋』（ウィズしもどおりことぶきや）である。
ここでは、2008年9月27日に開業した『カリーノ下通セカンド』（カリーノしもどおりセカンド、英称：Carino Shimotori Second）についても本項で記述する。

## 施設概要
- 所在地：熊本県熊本市中央区安政町1-2
- 建物：地下1階地上7階建（7階カリーノ本社・事務所）
- アクセス：熊本市電通町筋電停より徒歩2分、通町筋バス停より徒歩2分

## 主な入居テナント等
- 蔦屋書店熊本三年坂（地下1階-3階）
- エステティックTBC（3階）
- TMJ熊本CRMセンター（3階・4階）
- インターネットカフェサイバック（5階・6階）
- CARINO zaka-STUDIO（1階）

## かつて存在したテナント

### カリーノ下通時代
- サニー（スーパーマーケット、地下1階）
- 不二家（1階）
- 築地銀だこ（1階）
- フェスタ（ゲームセンター、地下1階）
- ANNAHL SHOE FACTORY（1階）

### 寿屋下通店（with下通寿屋）時代
- 櫻井総本店（1階）
- フジイの唐あげ（1階）
- ことぶきベーカリー - ベーカリー（旧ラララグループ）
- ぶーけ - カジュアル婦人服・こども服（旧ラララグループ）
- 寿匠苑 - 着物・和装（旧ラララグループ）

## 沿革
- 1968年5月27日 - 寿屋下通店（下通寿屋百貨店）開店。
- 1998年10月 - 全面改装し「with下通寿屋」として開店。
- 2001年5月 - 1階総菜コーナーなどを全面改装、インポートブランド店「レゾン」新設。
- 2002年
  - 1月31日 - 壽屋の経営破綻による全店閉鎖に伴い、寿屋下通店（with下通寿屋）閉店。
  - 12月14日 - 「カリーノ下通」として一部再開。
- 2003年
  - 3月27日 - 正式再開。
  - 12月31日 - 売上不良により、営業休止。
- 2004年12月4日 - リニューアルオープン。
- 2016年6月10日 - 蔦屋書店フロアが大規模改装され、リニューアルオープン（当初は4月29日を予定していたが、平成28年熊本地震の影響で延期となった）。

## CARINO zaka-STUDIO

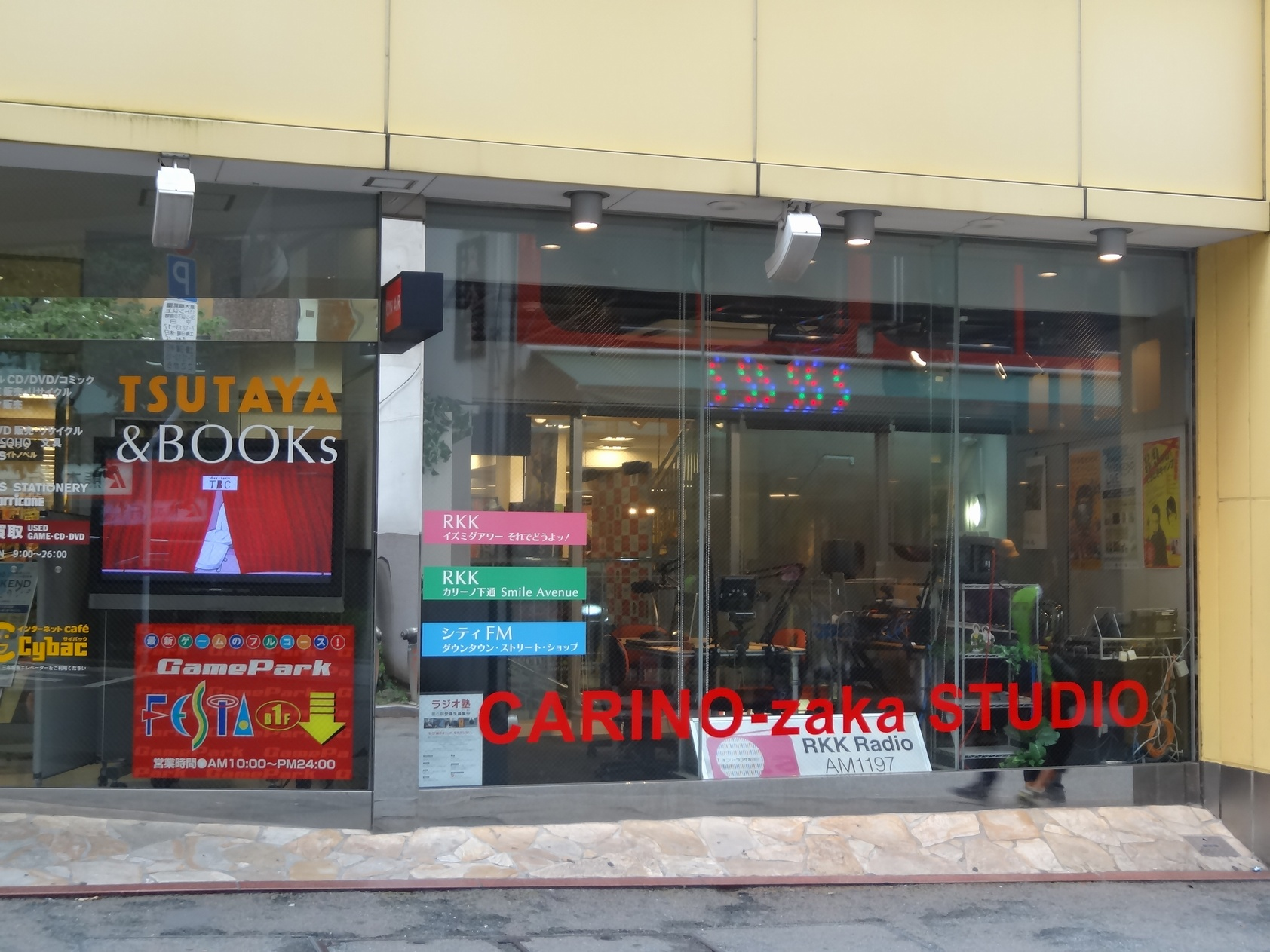
CARINO-zaka STUDIO

CARINO zaka-STUDIO（カリーノザカスタジオ）は、カリーノ下通1階にあるサテライトスタジオ。名称はかつてのTOKYO-FM「渋谷スペイン坂スタジオ」を模したものである。

### 放送している番組等
FM791
- ダウンタウン・ストリート・ショップ（毎週木曜 12:06 - 14:50）

RKKラジオ
- ※2020年1月以降レギュラーはない

その他
- INSTORE DJ LIVE SHOW（館内専用放送、毎週日曜 14:00 - 15:00・16:00 - 17:00）

### かつて放送していた番組
FMK
- 「生きてる?」Re;debut CARINO Special（2004年12月4日 19:00 - 20:55）
- カリーノ4th Anniversary Party with 風味堂（2008年12月21日 18:00 - 18:55）
- CARINO 5th Anniversary Party（2009年12月5日 19:00 - 20:55）
- muchcolor Presents 3rd Place Time（毎週金曜日21:00 - 21:55）

RKKラジオ
- CARINO-zakaSTUDIO サタデーpreciousマガジン（2006年10月 - 2007年3月・2007年10月 - 2008年3月、毎週土曜 19:30 - 21:00）
- CARINO-zakaSTUDIO マンデーpreciousマガジン（2007年4月 - 9月、毎週月曜 19:00 - 20:00）
- CARINO-zakaSTUDIO Sunday Smile Station（2008年4月 - 2010年3月、毎週日曜 13:00 - 14:00）
- CARINO-zakaSTUDIO Saturday Smile Station（2010年4月 - 2012年9月、毎週土曜 21:05 - 22:00）
- カリーノ下通 Smile Avenue（2012年10月 - 2019年12月27日、毎週火曜 - 金曜 18:40 - 19:00）
- イズミダアワーそれでどうよッ!（収録のみで毎週水曜19:00 - の収録だった。2012年4月28日[1][2] - 2016年9月24日、毎週土曜 22:30 - 23:00）

その他
- Happy Sunday ココSmile（KKT熊本県民テレビ、番組収録のみ、2009年4月 - 2011年3月、毎週日曜 10:30 - 11:25）

## カリーノ下通セカンド
施設概要
- 所在地：熊本県熊本市中央区新市街6-6（北緯32度47分57秒 東経130度42分26.8秒 / 北緯32.79917度 東経130.707444度）
- 建物：地上3階建て
- アクセス：熊本桜町バスターミナルより徒歩5分、熊本市電辛島町電停より徒歩3分、カリーノ下通より徒歩5分

入居テナント
- GEEK
- LIPSERVICE
- VENOM
- MIND